# Maniac World Tour
Maniac World Tour – druga światowa trasa koncertowa południowokoreańskiego zespołu Stray Kids. Grupa zagrała 42 koncerty w Azji, Ameryce Północnej i Australii. Trasa rozpoczęła się 29 kwietnia 2022 roku w Jamsil Arena w Seulu, a zakończyła 2 kwietnia 2023 roku na BMO Stadium w Los Angeles.

## Tło
Stray Kids zorganizowali swoją pierwszą trasę koncertową o nazwie District 9: Unlock  w latach 2019 i 2020. Składała się ona z 24 koncertów w Azji, Stanach Zjednoczonych i Europie. Niestety, większość koncertów została ostatecznie odwołana lub przełożona z powodu pandemii COVID-19. 22 listopada 2020 roku grupa zagrała swój pierwszy koncert online, Unlock: Go Live In Life, który odbył się za pośrednictwem platformy Beyond Live i był uznawany za kontynuację trasy District 9: Unlock. 13 lutego 2022 roku Stray Kids ogłosili, że ich szósty minialbum Oddinary zostanie wydany 18 marca. Ogłosili również swoją drugą trasę koncertową o nazwie Maniac World Tour, którą zapoczątkował główny singel z tego minialbumu, „Maniac”. Trasa miała rozpocząć się 30 kwietnia w Seulu, w Korei Południowej, i objąć kilka miast w Japonii i Stanach Zjednoczonych. Początkowo planowano 15 koncertów, a dodatkowe występy miały być ogłoszone w późniejszym terminie.
18 kwietnia ogłoszono miejsca koncertów w Stanach Zjednoczonych. 23 kwietnia dodano dwa kolejne koncerty – jeden w Newark i jeden w Los Angeles – ze względu na ogromne zainteresowanie. Następnie, 4 maja dodano trzy kolejne koncerty w USA, w tym jeden w Seattle i dwa w Anaheim. 3 lipca JYP Entertainment ogłosiło, że członkowie Lee Know, Felix i I.N. uzyskali pozytywny wynik testu na COVID-19, co spowodowało przełożenie koncertów zaplanowanych na 3 i 6 lipca. Przed rozpoczęciem koncertu 12 lipca, Departament Policji w Oakland potwierdził na Twitterze swoją świadomość groźb dotyczących grupy i ogłosił, że obecni będą dodatkowi policjanci. 14 lipca JYP ogłosiło, że Hyunjin odniósł lekkie obrażenia prawej ręki przed koncertem w Oakland i dlatego będzie tylko częściowo uczestniczyć w reszcie trasy koncertowej.
5 sierpnia Stray Kids ogłosili dodatkowe koncerty w Seulu, zatytułowane Stray Kids 2nd World Tour "Maniac" Seoul Special (Unveil 11). Były one zaplanowane na 17 i 18 września w KSPO Dome. 29 września Stray Kids ogłosili jedenaście koncertów na rok 2023 w Indonezji, Tajlandii, Singapurze, Australii, Atlancie i Fort Worth (które zostały przełożone w lipcu z powodu pozytywnych przypadków COVID-19). 4 października Stray Kids dodali dwa koncerty w Melbourne i Sydney ze względu na duże zainteresowanie. 4 listopada ogłoszono dwa koncerty w Manili na 11 i 12 marca 2023 roku oraz dodatkowe koncerty w Saitama i Osace w lutym oraz w Los Angeles w kwietniu.

## Setlista
Ta lista utworów nie jest ona regularna podczas wszystkich występów
1. „Maniac”
2. „Venom”
3. „Red Lights”
4. „Easy”
5. „All In”
6. „District 9”
7. „Back Door”
8. „Charmer”
9. „Lonely St.”
10. „Side Effects”
11. „Thunderous”
12. „Domino”
13. „God's Menu”
14. „Cheese”
15. „Yayaya” + „Rock”
16. „Waiting for Us”
17. „Muddy Water”
18. „Scars” (Korean version)
19. „Hellevator”
20. „Top”
21. „Victory Song”

### Encore
1. „Ta” / „My Pace”
2. „Miroh”
3. „Star Lost”
4. „Haven”

## Lista koncertów
| Data              | Miejscowość | Państwo           | Obiekt                           | Frekwencja | Dochód (USD) |
| Azja              | Azja        | Azja              | Azja                             | Azja       | Azja         |
| ----------------- | ----------- | ----------------- | -------------------------------- | ---------- | ------------ |
| 29 kwietnia 2022  | Seul        | Korea Południowa  | Jamsil Arena                     | 15 693     | 1 499 365 $  |
| 30 kwietnia 2022  | Seul        | Korea Południowa  | Jamsil Arena                     | 15 693     | 1 499 365 $  |
| 1 maja 2022       | Seul        | Korea Południowa  | Jamsil Arena                     | 15 693     | 1 499 365 $  |
| 11 czerwca 2022   | Kobe        | Japonia           | World Memorial Hall              | 12 000     | 1 020 754 $  |
| 12 czerwca 2022   | Kobe        | Japonia           | World Memorial Hall              | 12 000     | 1 020 754 $  |
| 18 czerwca 2022   | Tokio       | Japonia           | Yoyogi National Gymnasium        | 21 580     | 1 821 441 $  |
| 19 czerwca 2022   | Tokio       | Japonia           | Yoyogi National Gymnasium        | 21 580     | 1 821 441 $  |
| Ameryka Północna  |             |                   |                                  |            |              |
| 28 czerwca 2022   | Newark      | Stany Zjednoczone | Prudential Center                | 24 186     | 3 525 316 $  |
| 29 czerwca 2022   | Newark      | Stany Zjednoczone | Prudential Center                | 24 186     | 3 525 316 $  |
| 1 lipca 2022      | Chicago     | Stany Zjednoczone | United Center                    | 12 718     | 1 828 631 $  |
| 9 lipca 2022      | Inglewood   | Stany Zjednoczone | Kia Forum                        | 24 920     | 3 515 182 $  |
| 10 lipca 2022     | Inglewood   | Stany Zjednoczone | Kia Forum                        | 24 920     | 3 515 182 $  |
| 12 lipca 2022     | Oakland     | Stany Zjednoczone | Oakland Arena                    | 12 507     | 1 273 342 $  |
| 14 lipca 2022     | Seattle     | Stany Zjednoczone | Climate Pledge Arena             | 23 522     | 3 010 437 $  |
| 15 lipca 2022     | Seattle     | Stany Zjednoczone | Climate Pledge Arena             | 23 522     | 3 010 437 $  |
| 19 lipca 2022     | Anaheim     | Stany Zjednoczone | Honda Center                     | 20 025     | 2 725 243 $  |
| 20 lipca 2022     | Anaheim     | Stany Zjednoczone | Honda Center                     | 20 025     | 2 725 243 $  |
| Azja              |             |                   |                                  |            |              |
| 26 lipca 2022     | Tokio       | Japonia           | Yoyogi National Gymnasium        | 21 641     | 1 845 079 $  |
| 27 lipca 2022     | Tokio       | Japonia           | Yoyogi National Gymnasium        | 21 641     | 1 845 079 $  |
| 17 września 2022  | Seul        | Korea Południowa  | KSPO Dome                        | 20 231     | 1 759 739 $  |
| 18 września 2022  | Seul        | Korea Południowa  | KSPO Dome                        | 20 231     | 1 759 739 $  |
| 12 listopada 2022 | Dżakarta    | Indonezja         | Beach City International Stadium | 15 861     | 2 661 926 $  |
| 13 listopada 2022 | Dżakarta    | Indonezja         | Beach City International Stadium | 15 861     | 2 661 926 $  |
| 2 lutego 2023     | Bangkok     | Tajlandia         | Impact Arena                     | 20 817     | 3 480 866 $  |
| 2 lutego 2023     | Bangkok     | Tajlandia         | Impact Arena                     | 20 817     | 3 480 866 $  |
| 5 lutego 2023     | Singapur    | Singapur          | Singapore Indoor Stadium         | 8 813      | 1 517 520 $  |
| 11 lutego 2023    | Saitama     | Japonia           | Saitama Super Arena              | 56 862     | 5 110 106 $  |
| 12 lutego 2023    | Saitama     | Japonia           | Saitama Super Arena              | 56 862     | 5 110 106 $  |
| Oceania           |             |                   |                                  |            |              |
| 17 lutego 2023    | Melbourne   | Australia         | Rod Laver Arena                  | 23 138     | 2 599 024 $  |
| 18 lutego 2023    | Melbourne   | Australia         | Rod Laver Arena                  | 23 138     | 2 599 024 $  |
| 21 lutego 2023    | Sydney      | Australia         | Qudos Bank Arena                 | 23 896     | 2 809 061 $  |
| 22 lutego 2023    | Sydney      | Australia         | Qudos Bank Arena                 | 23 896     | 2 809 061 $  |
| Azja              |             |                   |                                  |            |              |
| 25 lutego 2023    | Osaka       | Japonia           | Kyocera Dome Osaka               | 79 331     | 6 905 821 $  |
| 26 lutego 2023    | Osaka       | Japonia           | Kyocera Dome Osaka               | 79 331     | 6 905 821 $  |
| 11 marca 2023     | Manila      | Filipiny          | SM Mall of Asia Arena            | 17 629     | 3 039 265 $  |
| 12 marca 2023     | Manila      | Filipiny          | SM Mall of Asia Arena            | 17 629     | 3 039 265 $  |
| Ameryka Północna  |             |                   |                                  |            |              |
| 22 marca 2023     | Atlanta     | Stany Zjednoczone | State Farm Arena                 | 21 686     | 2 553 505 $  |
| 23 marca 2023     | Atlanta     | Stany Zjednoczone | State Farm Arena                 | 21 686     | 2 553 505 $  |
| 26 marca 2023     | Fort Worth  | Stany Zjednoczone | Dickies Arena                    | 22 626     | 2 553 994 $  |
| 27 marca 2023     | Fort Worth  | Stany Zjednoczone | Dickies Arena                    | 22 626     | 2 553 994 $  |
| 31 marca 2023     | Los Angeles | Stany Zjednoczone | BMO Stadium                      | 45 380     | 5 735 570 $  |
| 2 kwietnia 2023   | Los Angeles | Stany Zjednoczone | BMO Stadium                      | 45 380     | 5 735 570 $  |
| Łącznie           | Łącznie     | Łącznie           | Łącznie                          | 546 395    | 62 791 187 $ |